# Jedi Mind Tricks
Jedi Mind Tricks ist eine US-amerikanische Hip-Hop-Gruppe aus Philadelphia. Ihr Name leitet sich aus den Star-Wars-Filmen ab, in denen die Jedi mit ihren Gedanken andere Lebewesen beeinflussen können. Jedi Mind Tricks besteht derzeit aus MC Vinnie Paz und dem Produzenten Stoupe the Enemy of Mankind. Zeitweise gehörte auch der MC Jus Allah zur Gruppe. Das Duo (beziehungsweise Trio) gehört zu den prominentesten Vertretern des Underground-Hip-Hop.

## Geschichte
1991 begannen der Rapper Vinnie Paz (damals noch unter dem Pseudonym Ikon the Hologramm, später dann The Answer of Birth) und der Produzent Stoupe The Enemy of Mankind gemeinsam mit dem Rapper Jus Allah alias Megatraum, Musik zu machen. Nachdem Jus Allah 1995 Philadelphia verlassen hatte, um das College zu besuchen, veröffentlichte das verbliebene Duo unter dem 1993 erdachten und bis heute erhaltenen Bandnamen Jedi Mind Tricks erste Demos. Gemeinsam mit Bahamadia, 7L & Esoteric, Virtuoso und Chief Kamachi gründete man das Projekt Army of the Pharaohs. 1996 erschien die erste Single als Duo Jedi Mind Tricks, 1997 dann das erste Album mit dem Titel The Psycho-Social, Chemical, Biological & Electro-Magnetic Manipulation of Human Consciousness auf dem eigenen Label Superegular Recordings. Nach seinem College-Abschluss kam Jus Allah zur Gruppe zurück. Als Trio etablierte man sich im Philly-Underground, insbesondere durch das im Jahre 2000 erschienene zweite Album Violent by Design, einer der bedeutendsten Independent-Platten des Genres. Das Album wurde weltweit von den Kritikern gelobt; auch in der deutschen Fachpresse äußerte man sich wohlwollend und bezeichnete die Veröffentlichung als „ein rundum perfektes Album […], das lyrisch und musikalisch in jeder Hinsicht neue Maßstäbe setzte“. Das Album wurde im Jahre 2004 bei Babygrande neu veröffentlicht. Zu diesem Zeitpunkt hatte Jus Allah die Gruppe bereits wieder verlassen, sodass die drei Alben Visions of Gandhi (2003), Legacy of Blood (2004) und Servants in Heaven, Kings in Hell (2006) weitestgehend ohne seine Mitarbeit erstellt wurden. Zum Album A History of Violence (2008) kehrte Jus Allah wieder zur Gruppe zurück.
2011 verkündete Vinnie Paz, dass Produzent Stoupe the Enemy of Mankind die Gruppe verlassen habe, um sich anderen Musikprojekten zu widmen. Das Album Violence Begets Violence aus jenem Jahr entstand somit als erstes Album der Gruppe ohne die Beats von Stoupe. Kurz vor Beginn der Arbeit am Folgealbum The Thief and The Fallen kam Produzent Stoupe wieder zur Kombo zurück, allerdings verließ Rapper Jus Allah die Gruppe nach erneuten Meinungsverschiedenheiten. Jener Split führte im Jahre 2015 zu vielen Auseinandersetzungen zwischen Jus Allah und dem verbliebenen Duo über die Kurznachrichtenplattform Twitter, auf der Jus Allah u. a. über die seiner Ansicht nach schlechte Qualität des neuen Albums lästerte.
Dadurch, dass sie Veröffentlichungen von nahestehenden Hip-Hop-Künstlern mit dem Zusatz Jedi Mind Tricks presents... versahen, verhalfen Jedi Mind Tricks dem Duo Outerspace sowie den Rappern Doap Nixon und King Syze zum Durchbruch.
Vinnie Paz und Stoupe sind außerdem weiterhin Mitglieder des Projekts Army of the Pharaohs, zu dem derzeit 7L & Esoteric, Celph Titled, Apathy, Reef the Lost Cauze, Outerspace, Faez One, Des Devious, King Syze und Chief Kamachi gehören.

## Bandlogo
Das Schriftzeichen, das von der Gruppe in ihrem Logo verwendet wird, ist das traditionelle chinesische Schriftzeichen 豐 (chinesisch 豐 / 丰, Pinyin fēng – „reichlich; groß; gutaussehend“).

## Diskografie

### Alben
- 1997: The Psycho-Social, Chemical, Biological & Electro-Magnetic Manipulation of Human Consciousness (Wiederveröffentlichung 2003 mit Bonus-Tracks)
- 2000: Violent by Design (Wiederveröffentlichung 2004 als Deluxe Edition mit Bonus-Tracks und Video-DVD)
- 2003: Visions of Gandhi
- 2004: Legacy of Blood
- 2006: Servants in Heaven, Kings in Hell
- 2008: A History of Violence
- 2011: Violence Begets Violence
- 2015: The Thief and The Fallen
- 2018: The Bridge and The Abyss
- 2021: The Funeral and the Raven

### EPs und Singles
- 1996: Amber Probe (EP)
- 1999: Heavenly Divine
- 2001: Retaliation
- 2001: LS the King
- 2003: Animal Rap
- 2003: Rise of the Machines (Remix)
- 2003: Kublai Khan
- 2003: Genghis Khan (ft. Tragedy Khadafi)
- 2004: Before the Great Collapse
- 2005: The Age of Sacred Terror
- 2006: Servants in Heaven Kings in Hell
- 2006: Heavy Metal Kings

### Projekte
Unter der Bezeichnung „Jedi Mind Tricks presents...“ sind erschienen:
- 1998: Army of the Pharaohs – The Five Perfect Exertions (Single)
- 2004: Outerspace – Outerspace (Album)
- 2006: Vinnie Paz – The Sound and The Fury (Album)
- 2006: Army of the Pharaohs – The Torture Papers (Album)
- 2007: Army of the Pharaohs – Ritual of Battle (Album)
- 2008: Doap Nixon – Sour Diesel (Album)
- 2008: Outerspace – God's Fury (Album)
- 2008: King Syze – Syzemology (Album)
- 2008: King Syze – Labour Union (Album)
- 2009: Jedi Mind Tricks – Greatest Features (Album)
- 2010: Army of the Pharaohs – The Unholy Terror (Album)

### Soloprojekte
- 2005: Jus Allah – All Fates Have Changed (Album)

### Filme
- 2008: Divine Fire: The Story of Jedi Mind Tricks